# Michelle Waterson
Michelle Eileen Waterson (ur. 6 stycznia 1986 w Colorado Springs) – amerykańska zawodniczka mieszanych sztuk walki (MMA), modelka i aktorka tajskiego pochodzenia.

## Kariera MMA
Michelle Waterson występuje w UFC. Jest byłą mistrzynią organizacji MMA Invicta FC w wadze atomowej. Według portalu Fight Matrix zajmuje 19. miejsce wśród zawodniczek całego świata w kategorii słomkowej. W grudniu 2016 stoczyła walkę z Paige VanZant i zwyciężyła. 6 października 2018 podczas UFC 229 pokonała Felice Herrig (jednogłośna decyzja sędziów).

## Filmografia
Michelle Waterson zagrała role drugoplanowe w kilku produkcjach amerykańskich, m.in.:
- 2010: MacGruber jako ślicznotka numer 1 w klubie (ang. Club Babe #1)
- 2011: Postrach nocy jako wampirzyca
- 2012: Jackie jako chińska kelnerka

## Życie prywatne
Jest zamężna z pięściarzem Joshuą Gomezem. 18 marca 2011 roku na świat przyszła córka pary.